# Thorsten Hauk
Thorsten Hauk (* 7. September 1979 in Zweibrücken) ist ein deutscher Koch. 

## Werdegang
Nach der 1996 begonnenen Ausbildung wechselte er zum Schlosshotel Bühlerhöhe und zum Hotel Schwarzmatt in Badenweiler. Von Juli 2003 bis August 2004 kochte er im Gästehaus Klaus Erfort (zwei Michelinsterne). Von November 2004 bis Februar 2008 ging er als Souschef zum Hotel Kloster Hornbach.
Anfang 2008 wurde er Küchenchef in Blumraths Restaurant im Schloss Gartrop in Hünxe.
2012 wurde Hauk Küchenchef im Restaurant Mittermeier bei Patron Christian Mittermeier in Rothenburg ob der Tauber; 2024 wurde das Restaurant mit einem  Michelinstern ausgezeichnet.

## Privates
Hauk ist verheiratet und hat eine Tochter.

## Auszeichnungen
- 2024: Ein Michelin-Stern für das Restaurant Mittermeier in Rothenburg ob der Tauber[4]